# Madulain
Madulain () est une commune suisse du canton des Grisons, située dans la région de Maloja.

## Tourisme
Le village est membre depuis 2018 de l'association Les Plus Beaux Villages de Suisse.

Vue aérienne (1947)